# ヴァルガ・ケヴィン
ヴァルガ・ケヴィン（Varga Kevin 、1996年3月30日 - ）は、ハンガリー・カルツァグ出身の同国代表プロサッカー選手。ハタイスポル所属。ポジションはMF。

## クラブ経歴
デブレツェニVSCの下部組織で育成され、2015年1月にトップチームに昇格。下位クラブへの期限付き移籍を経て、2017年8月18日のヴァシャシュSC戦でトップチームデビューを果たした。
2020年9月2日、移籍金85万ユーロでトルコのカスムパシャSKに移籍、4年契約を結んだ。

## 代表歴
2018年6月9日、オーストリア代表とのフレンドリーマッチでハンガリー代表デビュー。2020年11月18日、UEFAネーションズリーグのトルコ代表戦で代表初ゴールを決めた。
2021年6月、UEFA EURO 2020参加メンバーに選出された。

### 代表戦での得点
| No. | 開催日         | 会場                 | 対戦国 | 得点 | 結果 | 試合概要                      |
| --- | -------------- | -------------------- | ------ | ---- | ---- | ----------------------------- |
| 1   | 2020年11月18日 | プスカシュ・アレーナ | トルコ | 2–0  | 2–0  | UEFAネーションズリーグ2020-21 |